# Nuugaatsiaq
Nuugaatsiaq (Nûgâtsiaĸ avant 1973) est un village groenlandais situé dans la municipalité d'Avannaata, près d'Uummannaq, dans l'ouest du Groenland. La population était de 102 habitants en 2017. Il est inhabité depuis le tsunami de 2017.

## Tsunami de 2017
Le 17 juin 2017, un glissement de terrain affectant un pan de montagne d'approximativement 1 100 mètres de largeur pour 300 mètres de hauteur se produit à environ 1 000 mètres d'altitude,. Les roches atteignent le fjord Karrak à environ un kilomètre du village, générant un tsunami dont la plus grande des vagues est estimée à une centaine de mètres de hauteur. Progressant dans le fjord, les vagues perdent en hauteur lorsqu'elle frappent le village, provoquant la destruction totale de 11 bâtiments, faisant 4 morts et 9 blessés,,,.
Au début suspecté d'être à l'origine du glissement de terrain, un séisme de magnitude 4, est par la suite interprété comme étant créé par les roches tombant dans le fjord. Les scientifiques chargés d'enquêter sur la catastrophe identifient une autre zone dans le fjord Karrat pouvant être affectée par un glissement de terrain, entraînant l'évacuation de trois villages.